# Arthur C. Clarke
Sir Arthur Charles Clarke (Minehead, 16. prosinca 1917. – Colombo, 19. ožujka 2008.), britanski književnik.

## Životopis
Jedan od velike trojice pisaca znanstvene fantastike (druga dvojica su Isaac Asimov i Robert A. Heinlein). Prema njegovom romanu 2001: Odiseja u svemiru 1968. godine Stanley Kubrick snimio je istoimeni film koji je postao klasik svog žanra, s uvodnom scenom kosti koja leti kroz zrak i pretvara se u orbitalnu stanicu, uz glazbenu podlogu Straussovog Tako je govorio Zaratustra.
Peter Hyams je 1984. snimio nastavak filma prema sljedećem romanu u nizu, 2010: Druga Odiseja.
Sir Arthur C. Clarke preminuo je u srijedu, 19. ožujka 2008. u 1:30 sati u bolnici u Colombu u 91. godini, priopćio je njegov agent Rohan da Silva. Poželio je da mu na grobu stoji epitaf: "Ovdje leži čovjek koji nikada nije odrastao, ali nije ni prestajao odrastati".

## Nepotpun popis djela
- Prelude to Space (1951.)
- Childhood's End  (1953.)
- The Deep Range (1957.)
- A Fall of Moondust (1961., Pad mjesečeve prašine)
- Dolphin Island (1963., Otok delfina)
- Glide Path (1963.)
- 2001: A Space Odyssey (1968., 2001: Odiseja u svemiru)
- The Lion of Comarre & Against the Fall of Night (1968.)
- Report on Planet Three (1972.)
- Rendezvous with Rama (1973., Sastanak s Ramom) — nagrađen nagradom Hugo
- Imperial Earth (1975.)
- The Fountains of Paradise (1979.)  — nagrađen nagradom Hugo
- 2010: Odyssey Two (1982., 2010: Druga Odiseja)
- The Songs of Distant Earth (1986., Pjesme udaljene Zemlje)
- 2061: Odyssey Three (1988., 2061: Treća Odiseja)
- The Hammer of God (1993., Božji čekić)
- 3001: The Final Odyssey (1997., 3001: Završna odiseja)

### Arthur C. Clarke iStephen Baxter
- The Light of Other Days (2000.)
- Time´s Eye (2004., Oko vremena - prva knjiga vremenske odiseje)
- Sunstorm (2005., Oluja sa sunca - druga knjiga vremenske odiseje)
- Firstborn (2008., Prvorođeni - treća knjiga vremenske odiseje)

### Arthur C. Clarke iGentry Lee
- Cradle (1988., Kolijevka)
- Rama II (1989.)
- The Garden of Rama (1991.)
- Rama Revealed (1993.)

## Vanjske poveznice
|  | Zajednički poslužitelj ima još gradiva o temi Arthur C. Clarke |

- The Arthur C. Clarke Foundation
- The Sir Arthur Clarke Awards